# パイア

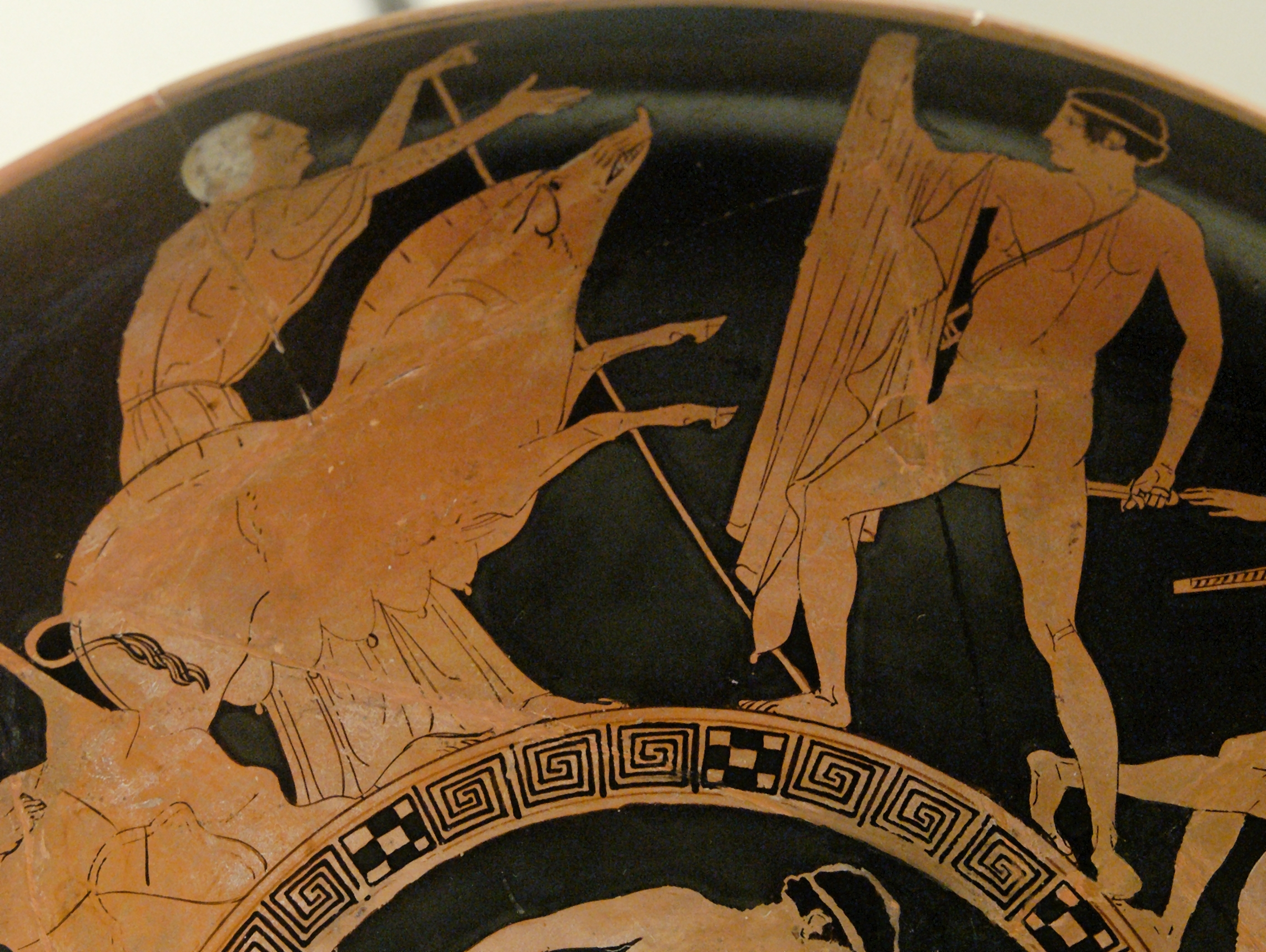
前440-430年頃のアッティカ赤絵式のキュリクス。テーセウスと戦う牝猪パイアおよび老女の姿が描かれている。イタリア、ヴルチ（en）出土。大英博物館所蔵。

パイア（古希: Φαῖα, Phaia）、またはクロミュオーンの猪は、ギリシア神話の怪物、あるいは女性である。パイアはテューポーンとエキドナの子といわれる牝の猪で、一説にカリュドーンの猪の母であるといわれる。この猪はコリントスのイストモス地峡のクロミュオーンにおいて老女パイアに育てられたので、猪もまたパイアの名で呼ばれた。パイアはクロミュオーンの人々を殺し、あるいは農民に被害を与えたため、テーセウスがアテーナイに向かう途中にペリペーテース、シニスに続いて3番目に退治した。
一説には、パイアは「クロミュオーンの猪」と綽名される残忍な女盗賊だったという。